# Yeoju
Yeoju es una ciudad en la provincia de Gyeonggi, Corea del Sur. Tiene una población estimada, a fines de 2020, de 115 358 habitantes.
La zona era un condado, pero fue elevada a la categoría de ciudad en septiembre de 2013. 
Junto con la vecina ciudad de Icheon, es conocida como un importante centro de la cerámica contemporánea de Corea del Sur y es sede de la Exposición Mundial de Cerámica cada año. Otros productos locales de nota incluyen el arroz, las patatas dulces y los melones amarillos. 
Es el lugar de nacimiento de la última reina de Corea, la emperatriz Myeongseong. 
Entre las instituciones de educación superior de la ciudad se destaca el Instituto de Tecnología de Yeoju.
La autopista Jungbu Naeryuk pasa por la ciudad.

## Historia temprana
Ha habido asentamientos humanos en la zona de Yeoju desde la época paleolítica. En el sitio arqueológico Heunam-ri, justo al sureste de la ciudad propiamente dicha, se han descubierto fragmentos de cerámica de barro con dibujos de espiga, cabezas de hacha, y otros artefactos. Otras excavaciones de los equipos de investigación y los hallazgos accidentales de construcción en la zona han continuado para revelar la continua presencia humana a través de la época neolítica hasta los comienzos de la historia registrada.
Debido a su ubicación en el río Namhan. Yeoju fue un punto geográficamente estratégico para los gobernantes del reino de Silla. Durante el reinado del rey Pasa quinto gobernante de Shilla 80-112 dC, la fortaleza de la montaña de Pasaseong-ji fue construida río abajo de Yeoju en Pasa la montaña. La fortaleza siguió utilizándose en dinastías posteriores, hasta que su importancia se desvaneció debido al uso de Namhansanseong se hizo más frecuente. La mayoría de la larga pared 1.800 metros aún sigue en pie y se puede acceder por rutas de senderismo.
En Yeoju se halla Silleuksa, el único templo budista junto al río en Corea. Silleuksa fue fundado en el año 580 por el monje Wonhyo, una de las principales mentes de la tradición budista de Corea. Alberga una colección de siete  reliquias, así como una pagoda construida de ladrillo, una de las pocas que hay en el país. 
Las ruinas de Godal-Saji templo son todo lo que queda de un complejo templo, que fue construido originalmente en el año 764 d. C. por el rey Gyeongdeok, el trigésimo quinto rey 35 del Reino Unificado de Silla. Durante los primeros años de la dinastía Goryeo, el complejo era frecuentado y apoyado por la familia gobernante, pero más tarde fue incendiado durante la dinastía Joseon. Actualmente no queda casi nada de él, salvo unos pocos estupas de piedra y dragones tortuga con cabeza dispersa entre las bases. Los intrincados grabados en estas estructuras, sin embargo, son un ejemplo duradero de la mano de obra de los artesanos tempranos de Goryeo.

## Dinastía Joseon
Yeoju continuó siendo una influencia durante la dinastía Joseon, debido a ser un importante productor agrícola de alimentos básicos como el arroz. A lo largo de la dinastía se aprobaron varias leyes para aumentar la producción agrícola y mejorar la calidad del arroz que llevó a Yeoju, así como su vecino cercano Icheon convertirse en el centro de la industria. 
La tumba de Sejong el Grande (el creador de Hangul), el rey más influyente en la historia de Corea, fue trasladado a Yeoju de su antigua ubicación en Seúl en 1469. La tumba sigue siendo una de las atracciones turísticas más grandes de la zona.
En 1851 hacia el final de la Dinastía Joseon emperatriz Myeongseong, la última emperatriz de Corea nació en Yeoju.